# Platigastrídeos

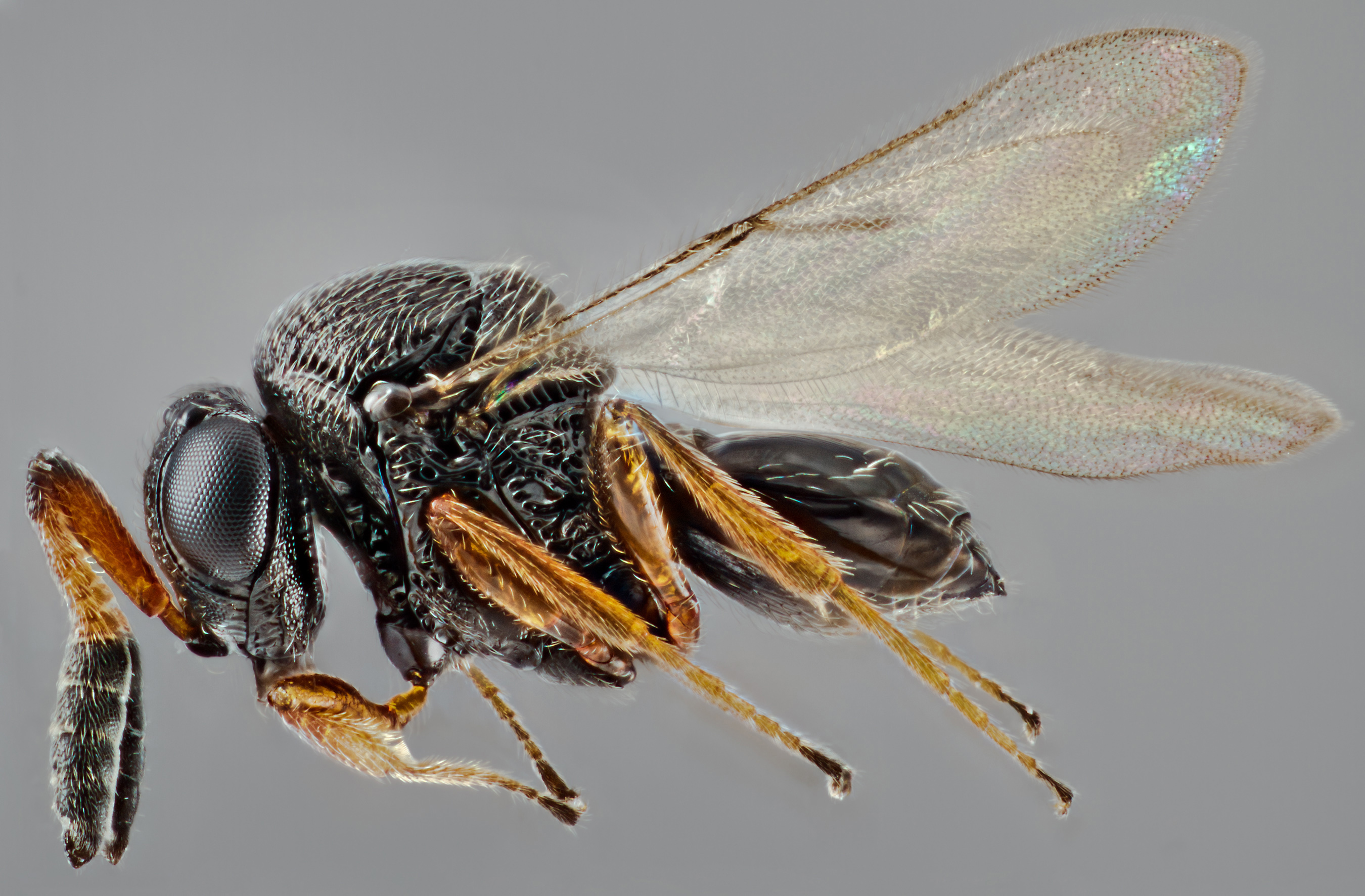

Platigastrídeos (Platygastridae) (por vezes com a grafia Platygasteridae) é uma família de pequenas vespas parasitóides da superfamília Platygastroidea, ordem Hymenoptera, que atacam majoritariamente ovos de outros insetos (i.e. Odonata, Orthoptera, Mantodea, Embidiina, Hemiptera, Coleoptera, Neuroptera, Lepidoptera ou Diptera), mas podendo algumas espécies atacar outros estágios de vida de outros artrópodes (como dípteros minadores Cecidomyiidae, ou mesmo aranhas). Inclui algumas espécies de importância como agentes de controle biológico.
Normalmente, são vespinhas muito pequenas, com menos de 2mm de comprimento, de corpo alongado e com coloração preta. Morfologicamente bastante semelhantes à vespas de outra família, Scelionidae; alguns autores as consideram como a mesma família de insetos. Mais detalhadamente, possuem antenas finas de 9-10 segmentos, que podem ser clavadas, e abdômen levemente achatado.
Em geral, são reconhecidas três subfamílias: Scelioninae, Teleasinae e Telenominae.
1. ↑  «Biologia de Telenomus podisi (Hymenoptera: Platygastridae) em ovos de Dichelops melacanthus (Hemiptera: Pentatomidae) alimentados com soja MON 87701 x MON 89788. - Portal Embrapa». www.embrapa.br. Consultado em 24 de agosto de 2023
2. ↑  Chen, Huayan; Lahey, Zachary; Talamas, Elijah J.; Valerio, Alejandro A.; Popovici, Ovidiu A.; Musetti, Luciana; Klompen, Hans; Polaszek, Andrew; Masner, Lubomír (outubro de 2021). «An integrated phylogenetic reassessment of the parasitoid superfamily Platygastroidea (Hymenoptera: Proctotrupomorpha) results in a revised familial classification». Systematic Entomology (em inglês) (4): 1088–1113. ISSN 0307-6970. doi:10.1111/syen.12511. Consultado em 24 de agosto de 2023